# Carlos Calado
Pour les articles homonymes, voir Calado.
Carlos Nuno Tavares Calado (né le 5 octobre 1975 à Alcanena) est un athlète portugais spécialiste du saut en longueur.
Il remporte deux médailles lors des Championnats d'Europe espoirs 1997 de Turku : l'argent sur 100 m et l'or au saut en longueur. Il établit cette même année la meilleure performance de sa carrière en sautant à 8,36 m à Lisbonne. En début de saison 1998, Carlos Calado se classe deuxième de la finale des Championnats d'Europe en salle avec 8,05 m, à un centimètre seulement de l'Ukrainien Oleksiy Lukashevych. En 2001, il termine troisième des Mondiaux en salle de Lisbonne et obtient ce même résultat durant l'été lors Championnats du monde d'Edmonton avec un bond à 8,21 m, devancé par le Cubain Iván Pedroso et l'Américain Savanté Stringfellow. Il dispute sa dernière compétition internationale en 2005.

## Palmarès
| Date | Compétition                    | Lieu     | Place | Épreuve     | Marque  |
| ---- | ------------------------------ | -------- | ----- | ----------- | ------- |
| 1994 | Championnats du monde juniors  | Lisbonne | 6e    | Triple saut |         |
| 1997 | Championnats du monde en salle | Paris    | 11e   | Longueur    | 7,50 m  |
| 1997 | Championnats d'Europe espoirs  | Turku    | 2e    | 100 m       | 10 s 29 |
| 1997 | Championnats d'Europe espoirs  | Turku    | 1er   | Longueur    | 8,32 m  |
| 1998 | Championnats d'Europe en salle | Valence  | 2e    | Longueur    | 8,05 m  |
| 2000 | Jeux olympiques                | Sydney   | 10e   | Longueur    | 7,94 m  |
| 2001 | Championnats du monde en salle | Lisbonne | 3e    | Longueur    | 8,16 m  |
| 2001 | Championnats du monde          | Edmonton | 3e    | Longueur    | 8,21 m  |

## Records
- Saut en longueur - 8,36 m (1997)
- Triple saut - 17,08 m (1996)
- 100 m - 10 s 11 (1999)
- 200 m - 20 s 90 (1997)